# 杨浦区体育活动中心

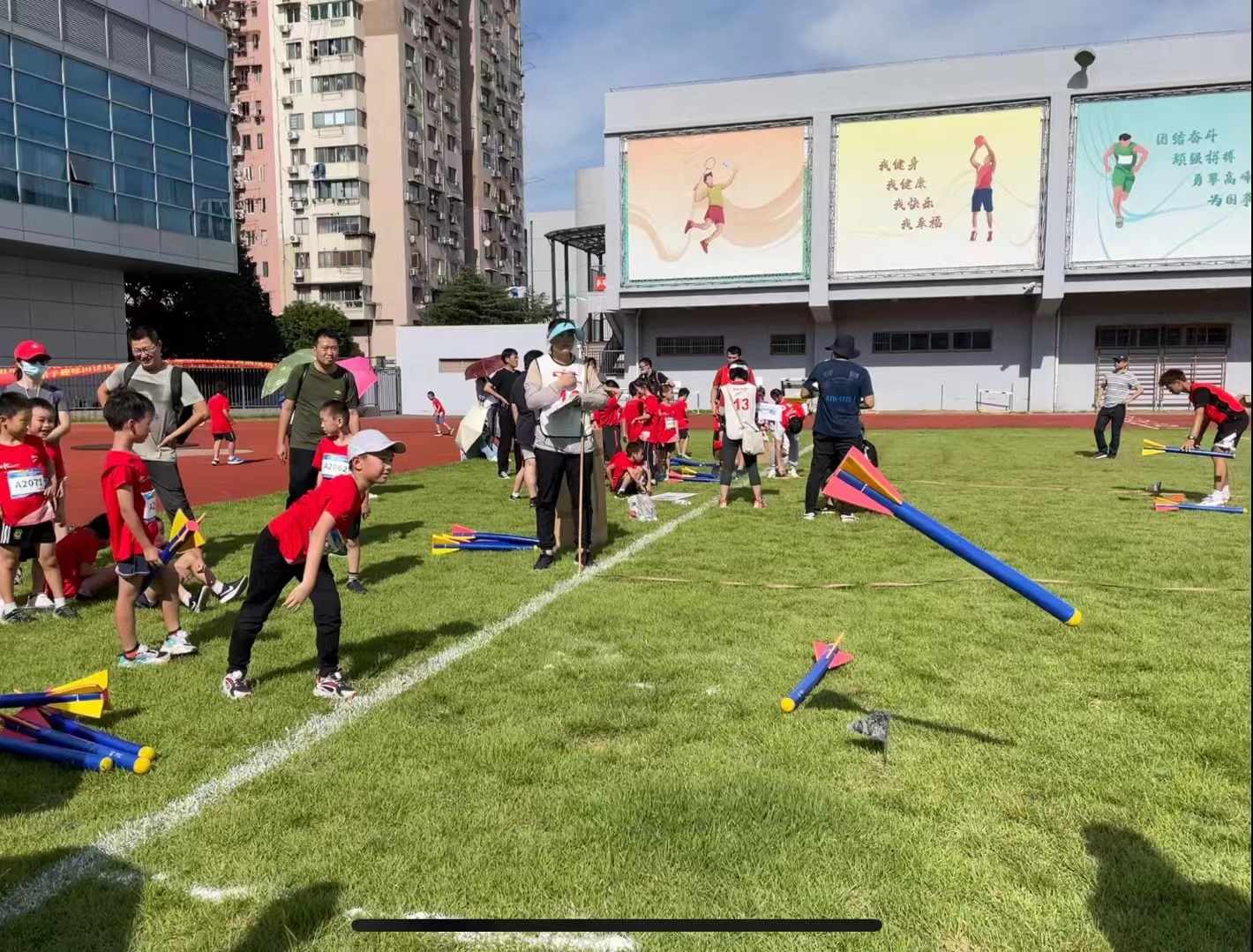
杨浦区体育活动中心

杨浦区体育活动中心位於中華人民共和國上海市楊浦區周家嘴路隆昌路交叉口，靠近楊浦公園，內部包括楊浦體育場和楊浦體育館以及游泳池、网球场等場館。楊浦體育場於1953年9月建成，原名沪东体育场，1958年6月改為楊浦體育場。杨浦体育馆於1990年9月竣工。